# حمرواي

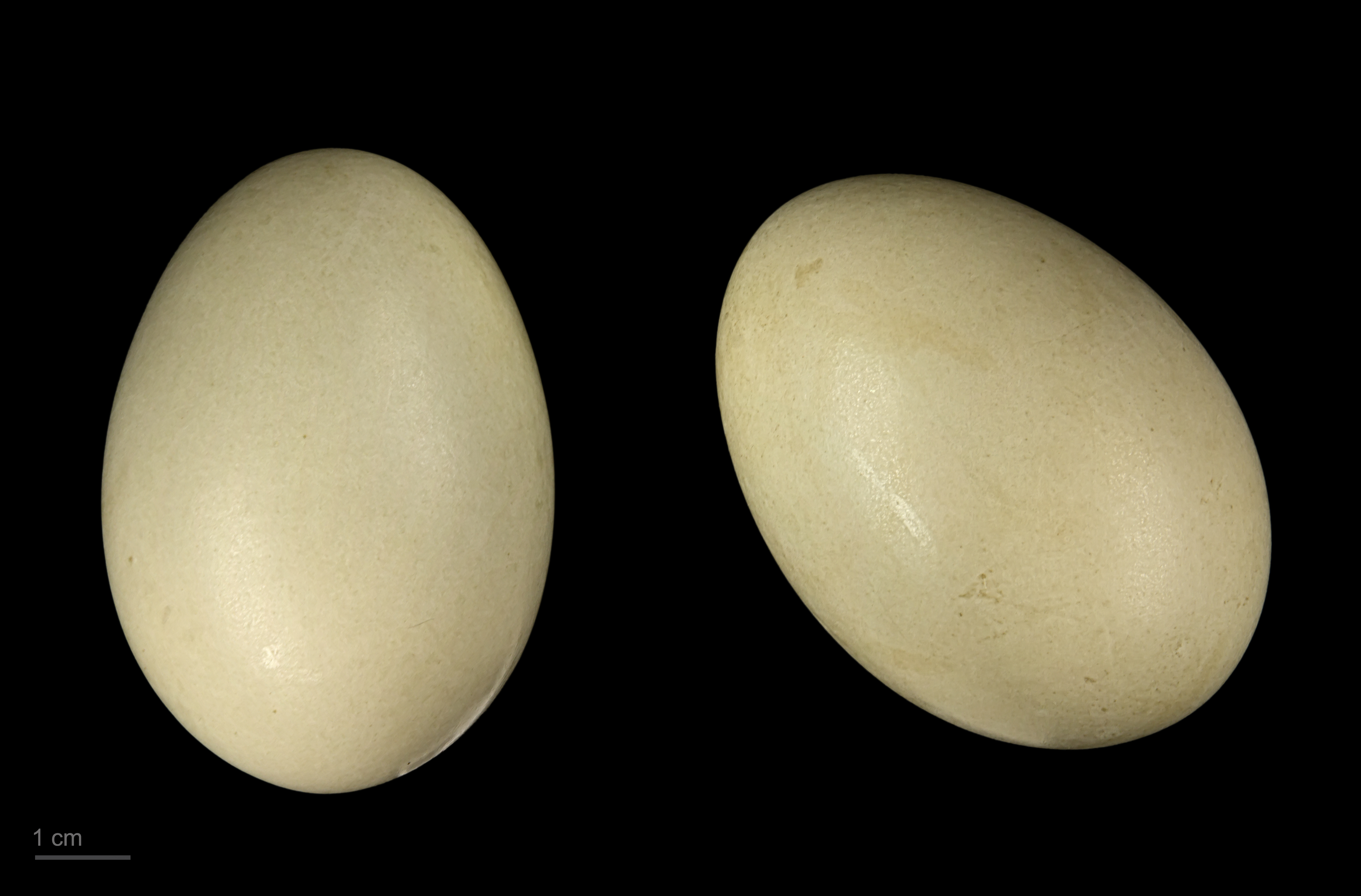
Aythya ferina

حمرواي أو بط كستنائي الرأس أو حمراوي شائع (الاسم العلمي:   Aythya  ferina) (بالإنجليزية: Common  Pochard)‏ هو طائر ينتمي إلى إوزيات (فصيلة: Anatidae).